# Săgeata, Buzău
Săgeata este satul de reședință al comunei cu același nume din județul Buzău, Muntenia, România. Se află în Câmpia Română, în sud-estul județului.
Satul a luat ființă în forma sa actuală în 1968, prin unirea satelor Săgeata de Jos și Săgeata de Sus, sate datând dinaintea războiului ruso-turc din 1806–1812.

## Etimologie
Conform legendei, numele satului vine de la un mocan pe nume Stan Săgeată, care, împreună cu oamenii săi s-a oprit pe malul drept al râului Buzău, în zona cunoscută de localnici sub numele de Cotu Băcanului. Acolo a întemeiat o așezare. În 1817 are loc inundație de proporții, atestată în cronicile vremii, în zona Bentu-Săgeata. Moșierul de pe partea stânga a râului, interesat de forța de muncă, le-a oferit o nouă vatră de sat, aflată între „gârla nouă” și valea aridă numită Sărătură.